# 拡散テンソル画像

## 基礎

### 定義と概要
拡散テンソル画像（Diffusion Tensor Imaging, DTI）は、生体組織内の水分子の拡散特性をMRIで計測し、その異方性を定量化・可視化する技術である。特に白質線維束の走行方向や構造的接続性を評価することが可能であり、脳神経科学や臨床診断に広く用いられている。

### 歴史的背景
DTIは1990年代初頭にPeter BasserやDenis Le Bihanらによって提唱され、従来の拡散強調画像（DWI）をテンソルモデルに拡張することで方向情報を取得できるようになった。

## 原理・技術

### 拡散テンソルの理論的基礎
DTIでは、拡散の異方性を3×3の対称テンソルで表現し、その固有値と固有ベクトルを解析することで主拡散方向や拡散の大きさを求める。

### 異方性・拡散性の指標
代表的な指標には、Fractional Anisotropy（FA）、Mean Diffusivity（MD）、Axial Diffusivity（AD）、Radial Diffusivity（RD）があり、これらは白質の健常性や病変の有無を反映する。

### 可視化手法
得られたテンソルデータは、ベクトルマップ、Color-coded FA maps、グリフ表示、トラクトグラフィーなどで可視化される。特にトラクトグラフィーは、線維追跡アルゴリズムを用いて白質経路を三次元的に再構成する方法である。

## 臨床応用

### 中枢神経系（脳）の評価
DTIは脳梁、弓状束などの主要白質路の可視化に用いられ、脳発達や加齢、病変による構造変化の評価に利用される。

### 神経外科・神経障害の診断
脳腫瘍摘出術の術前計画や外傷性脳損傷（TBI）の微細な白質損傷の検出に有用である。

### その他の応用領域
多発性硬化症、発達障害、認知症など、白質変性を伴うさまざまな疾患で病態評価や進行モニタリングに用いられる。

### 末梢神経の評価
末梢神経障害の描出にも応用され、手根管症候群や肘部管症候群の評価に有望視されている。

## 研究と進歩

### Connectomicsとの関係
DTIは脳内の構造的コネクトーム解析に不可欠であり、機能的MRIや他の拡散MRI技術と組み合わせることで、ネットワークレベルの脳構造理解が進展している。

### 高解像度トラクト追跡技術（HDFTなど）
HDFT（High Definition Fiber Tracking）や球面デコンボリューション法などの新技術により、従来困難であった交差線維の分離や複雑な線維構造の解明が可能になっている。

## 利点と限界

### 利点
非侵襲的であり、白質構造の三次元的評価や早期診断、定量的解析が可能である。

### 課題・限界点
交差線維領域での精度低下、動きによるアーチファクト、FA値など定量指標の解釈の難しさが課題である。

## 関連技術・応用

### 広義拡散MRIとの関係
DTIは拡散強調画像（DWI）や拡散スペクトル画像（DSI）など広義の拡散MRIの一部であり、これらの技術と補完的に利用される。